# Hartmannsberg (Naturschutzgebiet)
Hartmannsberg ist ein mit Verordnung des Regierungspräsidiums Stuttgart vom 21. August 1992 ausgewiesenes Naturschutzgebiet mit der Nummer 1.186. 

## Lage
Das Naturschutzgebiet befindet sich in den Naturräumen Obere Gäue und Neckarbecken und liegt am südöstlichen Ortsrand von Flacht. Das Schutzgebiet umfasst die Kuppe und die Hänge des 475 m ü. NHN hohen Hartmannsbergs. Der Hartmannsberg ist Teil des FFH-Gebiets Nr. 7119-341 Strohgäu und unteres Enztal.

## Schutzzweck
Laut Schutzgebietsverordnung ist der Schutzzweck die Erhaltung und Förderung der offenen, ungestörten Halbtrockenrasenflächen mit der ihnen eigenen Flora und Fauna sowie der vielfältigen Lebensräume gefährdeter und schutzwürdiger Arten. Mitgeschützt ist das reizvolle Landschaftsbild.

## Flora und Fauna
Unter den Pflanzenarten sind besonders hervorzuheben: Rispige Graslilie, Berg-Aster, Silberdistel, Kartäusernelke, Deutscher Fransenenzian, Gewöhnlicher Fransenenzian, Mücken-Händelwurz, Kletten-Igelsame, Großes Zweiblatt und Gewöhnliche Kuhschelle. Stellvertretend für die Schmetterlingsarten sollen Schwalbenschwanz, Hufeisenklee-Gelbling, Ockerbindiger Samtfalter und Großer Fuchs genannt werden. Bei den Heuschrecken verdienen Gemeine Sichelschrecke, Zweifarbige Beißschrecke und Heidegrashüpfer eine besondere Erwähnung.